# Wüstnächstenbach und Haferbuckel
Das Naturschutzgebiet Wüstnächstenbach und Haferbuckel ist das älteste der Naturschutzgebiete der Stadt Weinheim und des Rhein-Neckar-Kreises.

## Kenndaten
Das Gebiet wurde am 17. August 1937 durch Verordnung des damaligen Badischen Ministeriums für Kultus und Unterricht als Naturschutzgebiet ausgewiesen. Der CDDA-Code lautet 82951 und entspricht der WDPA-ID.

## Lage
Das Schutzgebiet liegt östlich des Weinheimer Stadtteils Sulzbach und nordwestlich des Ortes Nächstenbach. Es befindet sich im Landschaftsschutzgebiet Bergstraße und gehört außerdem zum FFH-Gebiet „Weschnitz, Bergstraße und Odenwald“ bei Weinheim.